# Flor del Fango
Flor del Fango est un groupe latino et rock psychédélique français, originaire de Paris. Il est formé en 1997 avec des musiciens issus de la scène alternative parisienne des années 1980.

## Biographie
Le groupe est formé en novembre 1997 pendant une soirée de soutien aux indiens du Chiapas, qui s'est déroulée au Zénith de Paris. Il comprend des membres de la Mano Negra, de Chihuahua et de Parabellum ; Daniel Jamet (guitare), Philippe Teboul (batterie), Napo Romero (chant, guitare), Sven Polhammer (guitare), Patrick Lemarchand (batterie), Alejandro Marasi (basse), Marucha Castillo (chant), Anna Carrils Obiols (chant). Le groupe s'inspire de la musique latino-américaine (Victor Jara, Atahualpa Yupanqui, Violeta Parra, Chavela Vargas).
En 1998, ils jouent aux Nuits Celtes. En 1999, le groupe joue notamment aux Francofolies de La Rochelle. Ils publient un premier album studio, l'éponyme Flor del Fango, en 2000, ainsi que trois singles Maria, Luchar y luchar et La Chacarara. Ce disque est l'occasion d'une tournée. Le groupe effectue diverses premières parties (Louise Attaque, Willy DeVille) ainsi que des festivals. Le groupe est également présent sur la compilation hommage à la Mano Negra Mano Negra Illegal en reprenant Sidi 'H' Bibi en 2001. Le groupe cesse ensuite toute activité pendant plusieurs années.
En 2017, le groupe annonce son retour avec un nouvel album prévu et publié en 2018, Hekatombeando..., suivi d'une tournée internationale qui démarre en Bretagne au festival solidaire Esperanz'A à Auray en février 2018, festival dont l'objectif est de venir en aide aux réfugiés. Après le décès de Sven Pohlhamm en 2017, Matu rejoint le groupe et ses claviers.
Un troisième album, Paz y pan, sort en novembre 2022 sur le label at(h)ome, avec Madjid Fahem en guest, et André-Marie Mazure et Mauro Quero en musiciens additionnels.

## Membres
- Marucha Castillo - chant
- Napo Romero - chant, guitare, charango, kena
- Alejandro Marassi - basse, chant, chœurs, guitarrón
- Matu : claviers
- Philippe Teboul - chant, batterie, percussions, chœurs
- Patrick Lemarchand - batterie, percussions
- Erwan Le Fichant - guitares[5]

### Ex-membres
- Ana Carril Obiols[6] - chant (1997-2001)
- Sven Pohlhammer - guitares (électrique, synthétiseur, électro-acoustique), cavaquinho, mandoline (1997)
- Daniel Jamet - guitares (Flamenca, Folk, Électrique), cuatro

## Discographie
- 2000 : Flor del Fango

1. Luchar Y Luchar
2. El Mar De Los Desterrados
3. La Estocada
4. Maria
5. Nacida En El Fango
6. Amor Tijuano
7. Tero Tero
8. Penita Pena
9. En La Brisa
10. Que Maravilla
11. Jaibo
12. La Marihuana
13. Cantina Esperanza
14. Venza De Veras
15. De Cuerpo Entero

Edition limitée avec 4 titres supplémentaires
1. La Chacarara
2. El Toli
3. Himno Zapatista
4. Al Lado Del Rio

- 2018 : Hekatombeando[7]

1. Laberinto
2. Hekatombeando
3. Je laisse venir
4. Indio hermano
5. Mujer
6. Diez a la mañana
7. Kachito de mina
8. Caballero de la nada
9. Melancolia sideral
10. Dans tes bras
11. La punta del iceberg
12. El mejor don (live)

- 2022 : Pay y Pan[7]

1. Mermelada (avec La Dame Blanche)
2. Paz y Pan
3. Balada de un soñador
4. Agua
5. Dame veneno
6. Chicha mala
7. Mambo
8. Tiempo tirano
9. Poema de harina
10. Sweet Magdalena
11. Hay que ver
12. Uno nunca sabe

### Participations
- 2001 : Mano Negra Illegal (album hommage à la Mano Negra. Reprise de Sidi 'h' Bibi)